# Xufexufe
El riu Xufexufe és un riu que flueix al districte de Lembá, a l'illa de São Tomé, a São Tomé i Príncipe. La seva etimologia és d'origen angolès (ortografia angolesa: Shufeshufe o Shufeshufi). El riu flueix cap al sud i desemboca al mar entre les platges de Palma i Pipa, rep les aigües de riu Morango i flueix a través de la assentaments de São Miguel i Monte Rosa enfront de l'Ilhéu Gabado. Un dels ocells que es troba al rierol és el colom de São Tomé (Columba thomensis). Un altre és el lànid de São Tomé (Lanius newtoni) observat el 1990 prop de les fonts del riu Xufexufe, i des de llavors s'han observat diverses aus.